# Железобетон (манга)
Железобетон (яп. 鉄コン筋クリート тэккон кинкури:то, также Tekkon Kinkreet или Tekkonkinkreet) — манга Тайё Мацумото, а также снятый по её мотивам одноимённый анимационный фильм 2006 года. Манга публиковалась с 1993 по 1994 годы в журнале Big Comic Spirits. Фильм был создан на японской анимационной студии Studio 4°C под руководством американского режиссёра Майкла Ариаса.
«Железобетон» был признан лучшим фильмом 2006 года по версии ежегодной японской кинопремии Mainichi Film Awards. В 2008 году на Tokyo International Anime Fair он победил в номинациях «лучший оригинальный сюжет» и «лучшая режиссура». В 2008 году он также получил премию Японской академии за лучший анимационный фильм года.

## Сюжет
Друзья-сироты Белый и Чёрный живут в «Городе Сокровищ» (городской район в центральной части мегаполиса). Их дом — старая машина под мостом; их заработок — карманные кражи. Их называют Котами и побаиваются. Жизнь идет своим чередом до тех пор, пока в Город Сокровищ не возвращается преступник Крыса, чей босс намерен разрушить Город Сокровищ ради строительства огромного парка развлечений. Идея проекта принадлежит загадочному чужестранцу по имени Змей, который ради своей цели не остановится ни перед чем — даже перед убийством Котов.

### Персонажи
- Чёрный — беспризорник, возраст около 13-ти лет. Промышляет мелкими кражами. Считает Город Сокровищ своим, и в силу своего понимания оберегает его. Демонстративно пренебрежителен к полиции, однако по факту помогает комиссару полиции Фудзимуре следить за порядком в городе, за что последний закрывает глаза на его карманные кражи. Испытывает некоторое безразличие к своей собственной судьбе; разочарование в жизни. Часто вступает в драки. В бою склонен к утрате самообладания и проявлению жестокости. Не чурается ни вида, ни запаха, ни вкуса крови. Ловок и проворен. В высокой степени владеет навыками городского паркура. Мастерски дерётся, эффективно используя своё излюбленное оружие — металлический стержень от лыжной палки. Испытывает глубокую привязанность к Белому, в заботе о котором видит единственный смысл своего существования.
- Белый — беспризорник, десяти лет от роду. Чудаковат. Самобытен. Активно взаимодействует с окружающей действительностью, но в значительной степени абстрагирован от неё. Добр, искренен, непосредственен. Обожает рисовать и делает это при любой удобной возможности. Живёт в своём собственном мире грёз и фантазий. Играет обычно сам с собой; реже с Чёрным. Порой бормочет нечто неразборчивое или бессмысленное для окружающих. Умеет считать только до десяти. Любит носить причудливые шапки и многочисленные наручные часы. Повсюду лазает за Чёрным, вследствие чего также владеет навыками городского паркура. Постоянно играет в Агента Белого, который хранит мир на Земле. По признанию окружающих — особенный ребёнок с большим сердцем и чистой душой. Необъяснимым образом знает ответы на многие вопросы. Ненавидит Город Сокровищ и мечтает уехать к морю. Любит Чёрного, о котором заботится только ему одному понятным образом.
- Крыса — Судзуки-сан, младший босс в иерархии якудза. Увлекается астрологией. Сентиментален. Старомоден. Не любит перемен. Не одобряет перестройку Города Сокровищ и спорит по этому поводу со своим боссом в присутствии Змея, чем наживает себе в лице последнего смертельного врага. Чувствует, что безнадёжно устарел, и больше не вписывается в стремительно меняющийся вокруг него мир. По-отцовски относится к Кимуре. Ощущает ответственность за его жизнь и искренне желает тому самого лучшего. Понимая, что дальнейшее пребывание в рядах якудза не принесёт Кимуре счастья в жизни, использует инцидент с разгромом штаб-квартиры как предлог для отстранения Кимуры от активного участия в жизни якудза. Таким образом Судзуки-сан скрыто побуждает Кимуру сменить вид деятельности, или, по крайней мере, всерьёз об этом задуматься. В личных беседах с Кимурой всё больше уходит от профессиональных тем к общечеловеческим, желая тому любить и быть любимым. «Любовь важнее всего», — часто повторяет он.
- Кимура — якудза, правая рука Крысы. Когда-то пришёл в организацию под впечатлением от силы и глубины личности Крысы, которого безмерно уважает, и у которого всему обучается. Пользуется покровительством Крысы, выступая в роли его протеже. Желая получить одобрение Крысы, старается быть «правильным» и эффективным якудза. Беспринципно действует по отношению к Теко, угрожая сбросить его мать с крыши, и называет себя профессионалом, стоящим выше морально-нравственных принципов. По его собственному выражению — ни во что не верит. Будучи отстранённым от активной жизни якудза из-за инцидента с разгромом штаб-квартиры, некоторое время спустя решает перейти работать непосредственно на Змея. Змей, угрожая вспороть живот его беременной девушке, принуждает Кимуру пойти на убийство Крысы. При этом Змей называет себя профессионалом, чуждым всяких морально-нравственных принципов. С горечью узнавая в этих словах прошлого себя, Кимура сперва противится такому развитию событий — ведь Крыса для него всё равно что отец — но под угрозой расправы с любимой в конце концов решается на убийство.
- Теко — глава банды Апачи, состоящей из четырёх человек. Как и вся остальная банда, одевается в стиле киберпанк. Вместе с другими Апачи пытается противостоять якудза в их притязаниях на территорию, контролируемую Апачи.
- Ванилла — один из членов группировки Апачи. Решается на предательство Теко и своей банды в надежде быть принятым в ряды якудза через группировку Кимуры.
- Братья Рассвет и Закат — беспризорники. Правили районом Ютако, но были вынуждены бежать оттуда из-за появления там близнецов-убийц. Хотели захватить Город Сокровищ, но были побеждены Котами.
- Фудзимура — офицер полиции. Честный старый служака. Любит свой город. Искренне беспокоится о беспризорниках. С симпатией и уважением относится к Котам. Признаёт их влияние на жизнь в Городе. Имеет негласную договорённость с Чёрным о дружественном нейтралитете. Считает своим долгом в силу своих возможностей противостоять якудза. Давно знает Крысу, уважает его, и относится с сожалением к его выбору жизненного пути в мире якудза. Обеспокоен возвращением Крысы в Город. Крыса называет его своим старым другом.
- Савада — полицейский. Окончил Токийский университет, сдал экзамен по национальной безопасности. Новичок в городе. Устраивается на работу в полицию помощником Фудзимиры.
- Грэмпс — бродяга. Попрошайничает на выпивку. Играет с желающими в сёги на деньги. Давно знает Котов и приглядывает за ними. Философски их поучает.
- Змей — загадочный чужестранец неизвестного происхождения. Олицетворение чужеродных враждебных сил. Обладает нетипичной внешностью. Сразу после появления в городе пытается прибрать его к своим рукам, в том числе с помощью подкупа полиции и якудза. Безжалостен. Хладнокровно уничтожает своих врагов, даже если последние — дети. В подчинении имеет группу убийц, которым отдаёт распоряжения на неизвестном языке и к которым относится лишь как к инструменту силы в своих руках. Является представителем неизвестной организации (цивилизации?), обладающей некоторыми недоступными людям технологиями. Планирует разрушить старые жилые кварталы Города Сокровищ и выстроить на их месте коммерческий парк развлечений.
- Близнецы-убийцы — троица бездушных солдат Змея, которых тот использует для уничтожения своих врагов. Беспрекословно выполняют приказы Змея. Обладают нечеловеческой силой и живучестью. Имеют огромный рост, сиреневую кожу, закрученные вверх брови. Выглядят совершенно идентично. Говорят на неизвестном языке. Происхождение неизвестно.